# 2024년 하계 올림픽 필리핀 선수단
2024년 하계 올림픽 필리핀 선수단은 2024년 7월 26일부터 8월 11일까지 프랑스 파리에서 열린 2024년 하계 올림픽에 참가한 올림픽 필리핀 선수단이다.

## 출전 선수
| 종목 | 남자 | 여자 | 전체 |
| ---- | ---- | ---- | ---- |
| 육상 | 2    | 1    | 3    |
| 복싱 | 2    | 3    | 5    |
| 펜싱 | 0    | 1    | 1    |
| 골프 | 0    | 2    | 2    |
| 체조 | 1    | 3    | 4    |
| 유도 | 0    | 1    | 1    |
| 조정 | 0    | 1    | 1    |
| 수영 | 1    | 1    | 2    |
| 역도 | 1    | 2    | 3    |
| 전체 | 7    | 15   | 22   |

## 메달 집계
| 종목 | 1 | 2 | 3 | 합계 |
| 종목 | ' | ' | ' | '    |
| 종목 | ' | ' | ' | '    |
| 종목 | ' | ' | ' | '    |
| 합계 | ' | ' | ' | '    |

### 메달리스트
- 금: 카를로스 율로

## 종목별 성적

### 육상

#### 남자
필드 경기
| 선수                 | 세부 종목    | 예선 | 예선 | 결선 | 결선      |
| 선수                 | 세부 종목    | 기록 | 순위 | 기록 | 최종 순위 |
| 어니스트 존 오비에나 | 장대높이뛰기 |      |      |      |           |

## 같이 보기
- 2024년 하계 올림픽